# Список советских асов Великой Отечественной войны, одержавших 6 личных побед
Список советских асов Великой Отечественной войны, одержавших по 6 личных побед составлен на основании труда М. Ю. Быкова «Все Асы Сталина 1936—1953 гг.» (М., 2014). Данные по некоторым лётчикам откорректированы только в том случае, когда приведены обоснованные данные по иному количеству их побед. 
Серым цветом выделены лётчики, погибшие в бою, пропавшие без вести, не вернувшиеся из боевых вылетов (кроме попавших в плен и вернувшихся из него после окончания войны), погибшие в авиакатастрофах и по другим причинам во время войны.
| Фамилия, Имя, Отчество   | Победы личные | Победы в группе (при их наличии) | Количество боевых вылетов / воздушных боёв | Воинская часть               | Самолёты, на которых воевал лётчик | Примечания                                                    |
| ------------------------ | ------------- | -------------------------------- | ------------------------------------------ | ---------------------------- | ---------------------------------- | ------------------------------------------------------------- |
| Ефимов, Матвей Андреевич | 6             | 22                               | 352/106                                    | 5 иап БФ 3 гиап БФ           | ЛаГГ-3, Харрикейн                  | Погиб в авиакатастрофе 7 января 1943 года (летел пассажиром). |
| Львов, Семён Иванович    | 7             | 20                               | 365/91                                     | 71 иап БФ 5 иап БФ 3 гиап БФ | Як-1, ЛаГГ-3, Харрикейн            | В советско-финской войне сбил 2 самолёта в группе.            |